# Fernsehsender „Paul Nipkow”

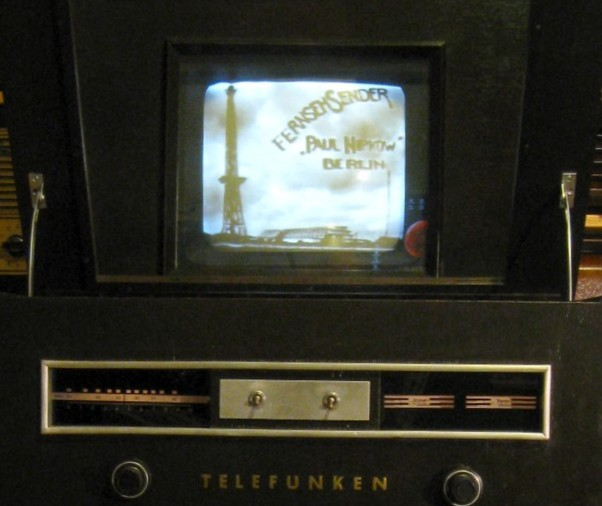
Obraz Fernsehsender „Paul Nipkow”

Fernsehsender „Paul Nipkow” – stacja telewizyjna działająca w III Rzeszy od 22 marca 1935 r. do 19 października 1944 r.

## Historia
Stację uruchomiono 22 marca 1935 r., a w maju tego samego roku rozpoczęto codzienne audycje o długości półtorej godziny. Dyrektorem telewizji został Eugen Hadamovsky. Początkowo program był odbierany na dwóch urządzeniach w muzeum poczty w Berlinie, ale z czasem liczba publicznych sal telewizyjnych zaczęła rosnąć i do końca roku w mieście działało już 50 odbiorników. Dużą popularyzację telewizji spowodowały nadawane przez nią transmisje z berlińskiej olimpiady w 1936 r. Telewizja nadawała do 19 października 1944 r., gdy większość personelu skierowano na front.